# Radio 357
Radio 357 (czyt. radio trzy-pięć-siedem) – internetowa stacja radiowa o profilu muzyczno-publicystycznym nadająca stały program od 5 stycznia 2021 roku. Siedziba radia mieści się w Warszawie (w budynku Teatru Komedia na Żoliborzu).
Program stacji składa się z kilkudziesięciu audycji prowadzonych przez wielu dziennikarzy, przede wszystkim byłych współpracowników Polskiego Radia. Nazwa stacji nawiązuje do używanej regularnie na antenie Programu Trzeciego Polskiego Radia zbitki cyfr 3-5-7, pochodzącej od warszawskiego adresu Myśliwiecka 3/5/7, gdzie siedzibę ma ta rozgłośnia.

## Geneza

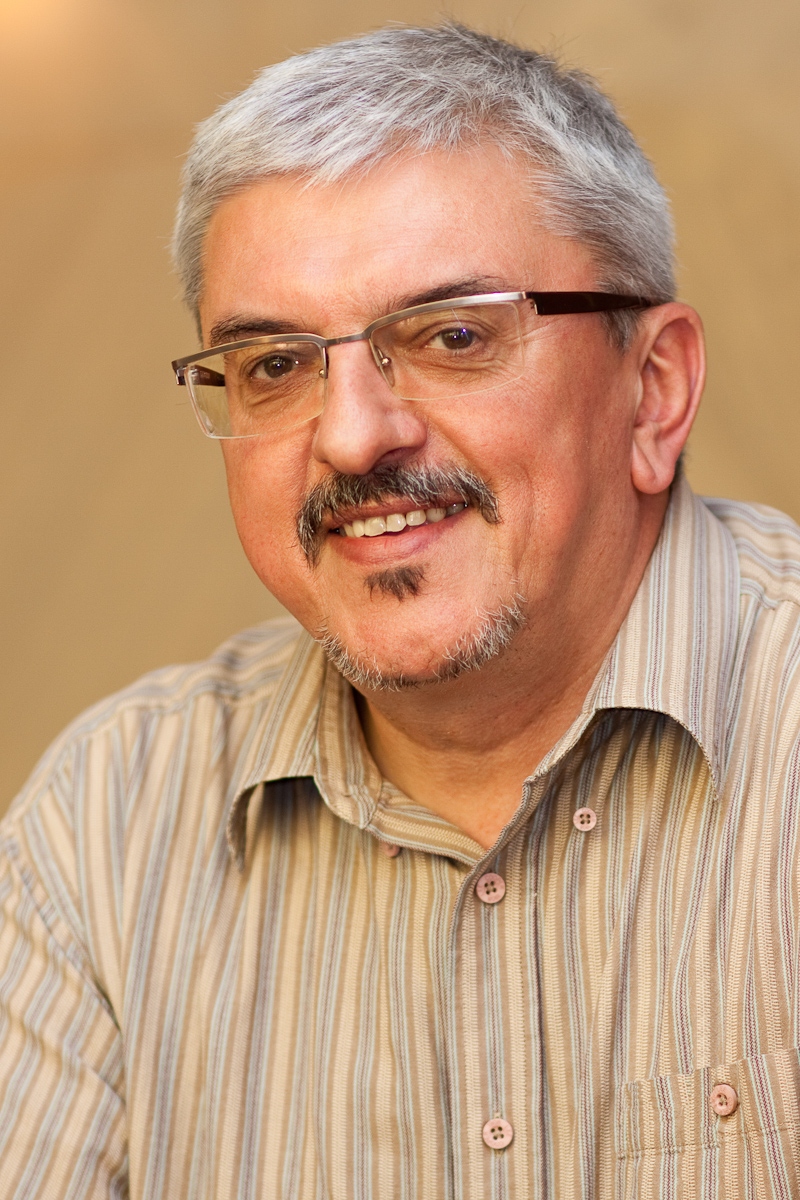
Marek Niedźwiecki

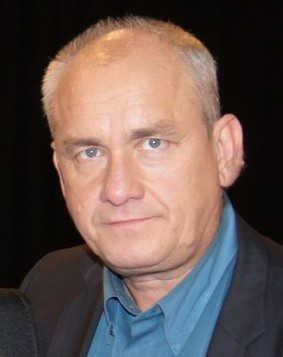
Michał Olszański

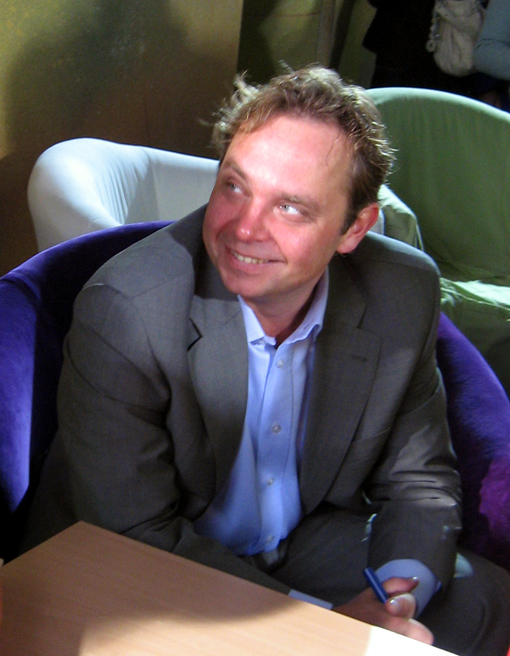
Kuba Strzyczkowski

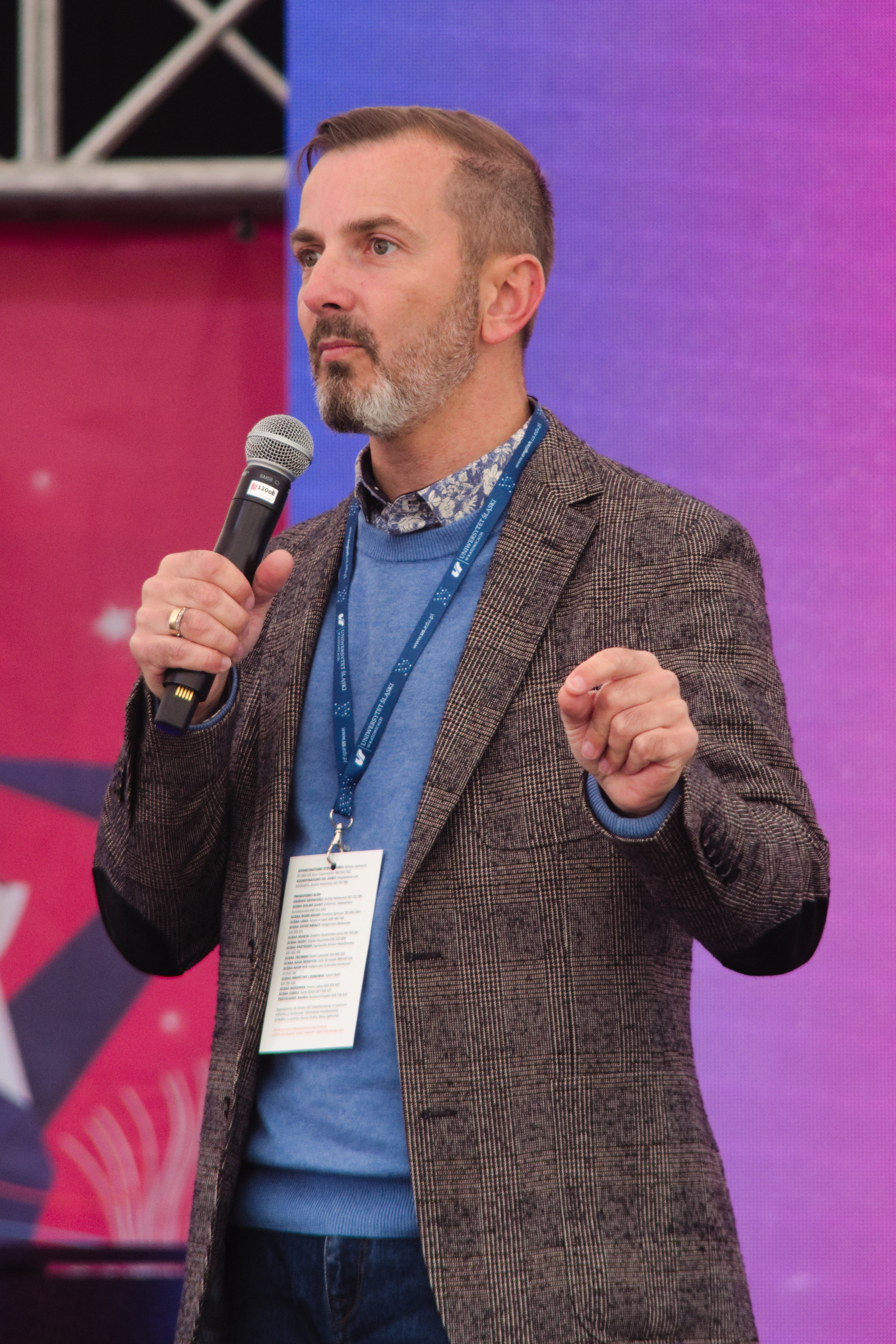
Tomasz Rożek

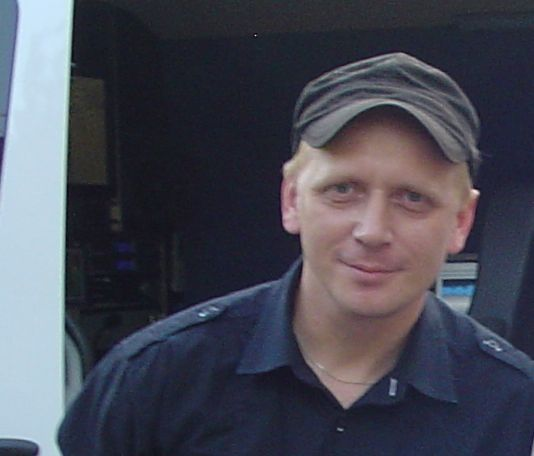
Piotr Stelmach

Po zmianach we władzach Polskiego Radia, następujących jako skutek wyborów parlamentarnych w 2015 roku wygranych przez Prawo i Sprawiedliwość, zaszły w Programie Trzecim duże zmiany personalne i programowe, przesuwające publicystykę w kierunku prorządowym i konserwatywnym. W ciągu kilku kolejnych lat została zwolniona lub odeszła znacząca część zespołu stacji, a słuchalność wyraźnie spadła. W styczniu 2020 roku zarząd Polskiego Radia nie przedłużył umowy z Dariuszem Rosiakiem, prowadzącym autorską audycję „Raport o stanie świata”. W marcu 2020 roku nie przedłużono umowy z Anną Gacek – w wyniku tego na odejście z radia zdecydowali się Wojciech Mann, a następnie Jan Młynarski, Jan Chojnacki oraz Wojciech Waglewski i Bartosz Waglewski.
15 maja 2020 roku wyemitowano 1998. notowanie Listy Przebojów Trójki, które prowadził Marek Niedźwiecki. Pierwsze miejsce notowania, zgodnie z informacją przekazaną przez prowadzącego, zajął utwór Kazika „Twój ból jest lepszy niż mój”. Piosenka ta zawiera odniesienia do wizyty Jarosława Kaczyńskiego na Cmentarzu Powązkowskim 10 kwietnia 2020 roku zrealizowanej mimo zamknięcia nekropolii z powodu epidemii koronawirusa. Po emisji audycji utwór Kazika został usunięty z oficjalnej strony radia, a strona Listy przestała działać. Następnego dnia dyrekcja Polskiego Radia wydała oświadczenie stwierdzające, że całe głosowanie zostaje unieważnione i sugerujące, że wyniki głosowania zostały sfałszowane.
W odpowiedzi Niedźwiecki zdecydował się odejść ze stacji. W nadchodzących dniach o odejściu z rozgłośni poinformowało również kilkudziesięciu innych dziennikarzy i współpracowników stacji, między innymi Marcin Kydryński, Hieronim Wrona, Piotr Metz, Agnieszka Szydłowska, Wojciech Mazolewski, Michał Olszański, Agnieszka Obszańska, Piotr Stelmach, Marcin Łukawski, Tomasz Rożek czy Piotr Kaczkowski.
25 maja 2020 roku kierowanie Trójką przejął Kuba Strzyczkowski. Choć jego działania spowodowały powrót znacznej liczby rezygnujących wcześniej dziennikarzy, to 20 sierpnia 2020 roku został odwołany przez dyrekcję Polskiego Radia z funkcji dyrektora tej stacji. Do końca tego roku, w związku ze zmianą dyrektora oraz następującymi później drastycznymi zmianami w ramówce Trójki ze stacji odeszła znacząca liczba dziennikarzy (niektórzy ponownie), w tym między innymi Tomasz Michniewicz, Marcin Cichoński, Piotr Stelmach, Gabriela Darmetko, Tomasz Gorazdowski, Krystian Hanke, Ernest Zozuń oraz sam Strzyczkowski.

## Historia
5 października 2020 roku na platformie Patronite wystartowała zbiórka środków na rzecz uruchomienia nowej stacji radiowej. Podczas jej uruchamiania zaprezentowano pierwszych dziennikarzy wchodzących w skład redakcji. Poza wymienionymi wcześniej Michniewiczem, Cichońskim, Stelmachem, Darmetko i Strzyczkowskim, byli to między innymi Marek Niedźwiecki, Piotr Kaczkowski, Katarzyna Borowiecka, Marcin Łukawski, Michał Olszański, Agnieszka Obszańska czy Tomasz Jeleński – wszyscy pracowali wcześniej w Trójce.
Pierwszą testową audycję pod nazwą „Pierwsze schodki do nieba” nadano 16 października 2020 roku – prowadził ją Piotr Stelmach. Do momentu uruchomienia stałej emisji radia wyemitowano kilkanaście nieregularnych audycji, w tym odcinki programów znanych wcześniej z anteny Trójki takich jak „Muzyka ciszy” Marka Niedźwieckiego, świąteczna licytacja Kuby Strzyczkowskiego (podczas której zebrano dziesięciokrotność kwoty zebranej w tym samym roku przez akcję świąteczną Trójki), muzyka do ubierania „pewnego drzewka” Piotra Kaczkowskiego czy Top Radia 357, wyemitowany w Nowy Rok 2021 (jako wybór redakcji, a nie głosowanie słuchaczy realizowane wcześniej w ramach Topu Wszech Czasów). W listopadzie oraz grudniu 2020 roku wielokrotnie ogłaszano kolejne osoby, które dołączały do redakcji stacji (w tym gronie znaleźli się między innymi Gorazdowski, Hanke i Zozuń). W grudniu nagrano pierwszą piosenkę Przyjaciół Pewnej Ryby (de facto kontynuacji serii Przyjaciół Karpia).
Regularne nadawanie programu rozpoczęto 5 stycznia 2021 roku. Początkowo program emitowano od poniedziałku do czwartku od 6:00 do 21:00, w piątki od 6:00 do 0:00, w soboty od 9:00 do 23:00 i w niedziele od 9:00 do 20:00. W pierwszych dniach emisji, z uwagi na stopniowe uruchamianie programu, zamiast niektórych audycji emitowano muzykę bez prezentera. Następnie jednak stopniowo uzupełniano brakujące audycje oraz dodawano nowe pasma – na początku marca 2021 roku program emitowano od poniedziałku do piątku od 6:00 do 0:00 oraz w weekendy od 9:00 do 23:00 (z przerwą w niedzielę od 14:00 do 16:00, którą zapełniono w maju 2021 roku), w dni robocze po północy emitowano w całości wybrane albumy muzyczne, zaś pozostały czas zajmowała muzyka bez prezentera. 2 marca 2021 roku rozpoczęto nadawanie serwisów informacyjnych, a program w weekendy został przedłużony do 1:00 w nocy.
1 kwietnia 2021 roku stacja uruchomiła swoje studio główne (wcześniej używała mniejszego studia służącego odtąd jako nagraniowe). Od 9 kwietnia 2021 roku audycje stacji (z wyłączeniem programu Piotra Kaczkowskiego, jednakże z dodatkiem kilkunastu audycji realizowanych wyłącznie jako podcast) dostępne są w ramach usługi Twoje 357 jako podcasty na stronie radia.
W lipcu 2021 roku uruchomiono sklepik stacji „BOX 357”, a w październiku 2021 roku dołączył elektroniczny system do głosowania na Listę Piosenek stacji. Jesienią 2021 roku program został rozszerzony w weekendy i zaczynał się od 8. W grudniu 2021 roku stacja została uhonorowana nagrodą Grand Press w kategorii digital. Osobną nagrodę w kategorii reportaż audio otrzymała Agnieszka Szwajgier za reportaże z serii „Gdzie jest Joanna Segelström?”. Podczas akcji charytatywnej w grudniu 2021 roku stacja zebrała 1,3 miliona złotych (pięć razy więcej niż rok wcześniej).
W pierwszej połowie 2022 roku udział Radia 357 w słuchalności radia w Polsce wyniósł 1%, co było wynikiem lepszym niż niektórych rozgłośni nadawanych naziemnie, np. Programu 2 PR.

## Program
Program stacji zawiera bardzo szeroki zakres audycji – od bloków porannych i popołudniowych stanowiących mieszankę muzyki i elementów słownych, poprzez audycje publicystyczne (wywiady, reportaże, magazyny) po programy muzyczne dotyczące szerokiej gamy gatunków muzycznych, w tym rocka, jazzu, popu, hip-hopu, muzyki elektronicznej czy filmowej. Większość programów muzycznych jest dedykowana konkretnym gatunkom. Część z audycji ma formę i czas emisji zbliżone do programów emitowanych wcześniej na antenie Trójki (między innymi piątkowa „Lista Piosenek Radia 357”, program publicystyczny „Co państwo na to?”, niedzielny magazyn sportowy, struktura audycji porannej i popołudniowej czy blok publicystyczny od 21:00 do 22:00), inne są nowymi projektami.
We wrześniu 2023 standardowo program nadawany był od poniedziałku do czwartku od 6:00 do północy, w piątki od 6:00 do 2:00 w nocy oraz w soboty i niedziele od 8:00 do 1:00 w nocy. Wliczając nocne emisje płyt pod hasłem „M/Nocna płyta” program nadawany był od poniedziałku do czwartku od 6:00 do 2:00, a w piątek od 6:00 do 4:00. Od jesieni 2024 program emitowany jest od poniedziałku do piątku w godzinach 6:00-2:00(w środy do 1:00), w soboty i niedziele od 8:00 do 1:00. Okazjonalnie ramówka jest wydłużana (na przykład w Sylwestra) lub skracana (w dni świąteczne). Ponadto, między północą a drugą w nocy emitowane są nieregularnie audycje specjalne z uwagi na przykład na ważne premiery, koncerty lub śmierć ważnych postaci ze świata muzyki.
Wybór dodatkowych programów (na przykład wspólna audycja muzyczna Marka Niedźwieckiego i Piotra Stelmacha) pojawia się tylko na stronie internetowej stacji w bibliotece podcastów Twoje 357. W celu używania biblioteki należy założyć bezpłatne konto, które pozwala na odsłuchanie wybranych programów – dostęp do większości materiałów wymaga posiadania aktywnego patronatu. Wybór podcastów można znaleźć na platformach Onet Audio i platformach zewnętrznych.

## Zespół
Trzonem zespołu Radia 357 jest kilkudziesięciu dziennikarzy prowadzących audycje autorskie, których znacząca większość była wcześniej związana z Programem Trzecim Polskiego Radia, aczkolwiek w różnych okresach jego funkcjonowania. Poza nimi, w radiu pracuje kilkanaście osób obsługujących administrację oraz technikę stacji, a także zespół newsroomu – kilka osób na miejscu w Warszawie oraz grono korespondentów z różnych miast w Polsce i na świecie.
Wśród osób obecnych na antenie stacji są Łukasz Błąd, Marek Brzeziński, Aleksandra Budka, Marcin Cichoński, Gabriela Darmetko, Anna Dudzińska, Natalia Fiedler, Mateusz Fusiarz, Michał Gąsiorowski, Bartek Gil, Tomasz Gorazdowski, Justyna Godz, Antoni Grudniewski, Marcin Gutowski, Krystian Hanke, Agata Hącia, Tomasz Jeleński, Jarosław Juszkiewicz, Maciej Kaczyński, Piotr Kaczkowski, Marcin Klimkowski, Katarzyna Kłosińska, Paulina Kozion, Dariusz Król, Beata Kwiatkowska, Marta Kula, Mateusz Kuźniewski, Roma Leszczyńska, Marcin Łukawski, Marek Niedźwiecki, Michał Olszański, Maja Piskadło, Paweł Pobóg-Ruszkowski, Katarzyna Pruchnicka, Tomasz Rożek, Andrzej Rudke, Grzegorz Sajór, Agata Słysz, Paweł Sołtys, Jarosław Sroka, Piotr Stelmach, Kuba Strzyczkowski, Agnieszka Szwajgier, Krzysztof Tubilewicz, Halina Wachowicz, Paulina Wilk, Izabela Woźniak, Patrycjusz Wyżga, Daniel Wyszogrodzki, Adam Zbyryt, Robert Zembrzycki, Adrian Bąk i Michał Żakowski, Marcin Bisiorek, Anna Tatarska, Aleksandra Żaczek.
Z radiem współpracują uczestnicy sceny muzycznej – Leski, Michał Wiraszko, Paweł Jóźwicki, Tomasz Organek, Baasch, Ralph Kamiński, Novika oraz Łukasz Dunaj.
Wcześniej z radiem współpracowali między innymi Edyta Bartosiewicz, Kuba Benedyczak, Olga Mickiewicz, Katarzyna Borowiecka, Justyna Dżbik-Kluge, Dagadana, Justyna Mączka, Marta Malinowska, Tomasz Michniewicz, Agnieszka Obszańska, Rosalie., Skubas, Krzysztof Zalewski, Daria Zawiałow, Ernest Zozuń.

## Dostępność
Radio 357 jest rozgłośnią dostępną drogą internetową. Zamiast fal UKF lub radiofonii cyfrowej, stacji można słuchać za pośrednictwem strony internetowej, urządzeń mobilnych czy odbiorników radia internetowego. Możliwy jest także odsłuch poprzez różne platformy radia internetowego oraz usługi radia przez Internet w niektórych dekoderach i sieciach kablowych.
Według części materiałów używanych na początku zbiórki Radio 357 docelowo miało być dostępne również tradycyjną drogą radiową. Plany te okazały się nierealne po porównaniu kosztów wobec możliwego zysku, w związku z tym stacja obecnie (2023 rok) nie planuje emisji naziemnej.

## Finansowanie stacji
Proces finansowania stacji przez słuchaczy odbywa się na zasadzie crowdfundingu, czyli dobrowolnych wpłat (dokonywanych na konto bankowe lub poprzez serwis Patronite). W zamian za wsparcie finansowe, Patroni uzyskują możliwość słuchania pełnej oferty podcastów oraz głosowania na Listę Piosenek, a także dostęp do dedykowanych kanałów komunikacji z redakcją. W przypadku zdecydowania się na wyższe wsparcie wpłacający otrzymują również dostęp do tworzonych przez redaktorów playlist muzycznych, przeglądy aktualności, możliwość dedykacji piosenki na antenie, personalizowane życzenia wideo od wybranego dziennikarza czy oprowadzenie po redakcji.
Rozgłośnia wykorzystuje także elementy sponsoringu poprzez spoty oraz materiały emitowane przy wybranych audycjach – patronami projektów stacji byli między innymi mBank, Santander Bank Polska, Mazda czy InFakt.
W przeddzień uruchomienia stacji (4 stycznia 2021), według informacji z serwisu Patronite, stacja otrzymała łącznie ponad 1,17 mln złotych od ponad osiemnastu tysięcy osób, co przekładało się na deklarację miesięcznych wpłat na poziomie ponad 440 tysięcy złotych. Trzeciego dnia działania stacji osiągnięto pułap 485 tysięcy złotych, ustalony podczas uruchamiania rozgłośni jako kwota umożliwiająca rozpoczęcie pełnego nadawania.
Pod koniec stycznia stacja otrzymywała z serwisu Patronite, czyli bez umów sponsoringowych, 570 tysięcy złotych miesięcznie, zaś na początku marca kwota ta przekroczyła 600 tysięcy miesięcznie – wówczas wskazano, że miesięczne koszty nadawania stacji wynoszą niewiele ponad 600 tysięcy złotych. W maju 2021 roku wsparcie przekroczyło 650 tysięcy, w listopadzie 2021 roku 725 tysięcy, a w styczniu 2022 roku 800 tysięcy złotych miesięcznie. We wrześniu 2023 roku stacja otrzymywała około 895 tysięcy złotych miesięcznie od 49 tysięcy Patronów.
Od 4 maja 2021 roku stacja otrzymuje najwyższe miesięczne wsparcie ze wszystkich projektów w serwisie Patronite, przebijając Radio Nowy Świat – od 14 maja 2021 roku ma też najwięcej wspierających na platformie.
We wrześniu 2022 roku łączne wsparcie na portalu Patronite (czyli bez bezpośrednich wpłat na konto czy współprac komercyjnych) przekroczyło 16 milionów złotych. W kwietniu 2023 roku, przy stanie 21 milionów złotych licznik łącznego wsparcia został usunięty z profilu. W pierwszych miesiącach 2022 roku stacja uzyskiwała 76% wpływów od Patronów, 17% ze współprac biznesowych i 9% z pozostałych działań.
W związku z odnotowaną w 2024 r. stratą finansową, zarząd stacji zapowiedział wprowadzenie krótkich spotów promocyjnych i treści sponsorowanych w komunikacie startowym, poprzedzającym start radia na żywo u osób, które nie są jego patronami.

## Struktura
Za bieżące zarządzenie stacją odpowiedzialna jest istniejąca od września 2020 roku firma 357 spółka z o.o. Jej udziałowcami są Paweł Sołtys, Marcin Łukawski, Piotr Stelmach, Michał Gąsiorowski i Krystian Hanke (po 20% udziałów). Wcześniej udziałowcem był również Tomasz Michniewicz, ale w listopadzie 2021 wystąpił ze spółki. Prezesem stacji jest Aneta Kowalska W zarządzie zasiadają również Agnieszka Szwajgier, Ewa Świstuniuk i Marcin Cichoński.
25 lutego 2021 roku w KRS zarejestrowano Spółdzielnię Twórców Radia 357 – w jej zarządzie zasiadają Paulina Kozion-Bąk i Szymon Kuliś, a w radzie nadzorczej zasiadają Mateusz Fusiarz, Dariusz Król i Marcin Klimkowski. 8 października 2021 roku w KRS zarejestrowano również spółkę komandytową, której komplementariuszem jest Radio 357 spółka z o.o., zaś komandytariuszami Spółdzielnia Twórców Radia 357, Kuba Strzyczkowski i Marek Niedźwiecki.